# Poskiset
Poskiset eller Poskijärvet består av de båda sjöarna Ylä-Poskinen och Ala-Poskinen i Kuopio, tidigare Juankoski, kommun i Norra Savolax i Finland.